# Danse Topeng

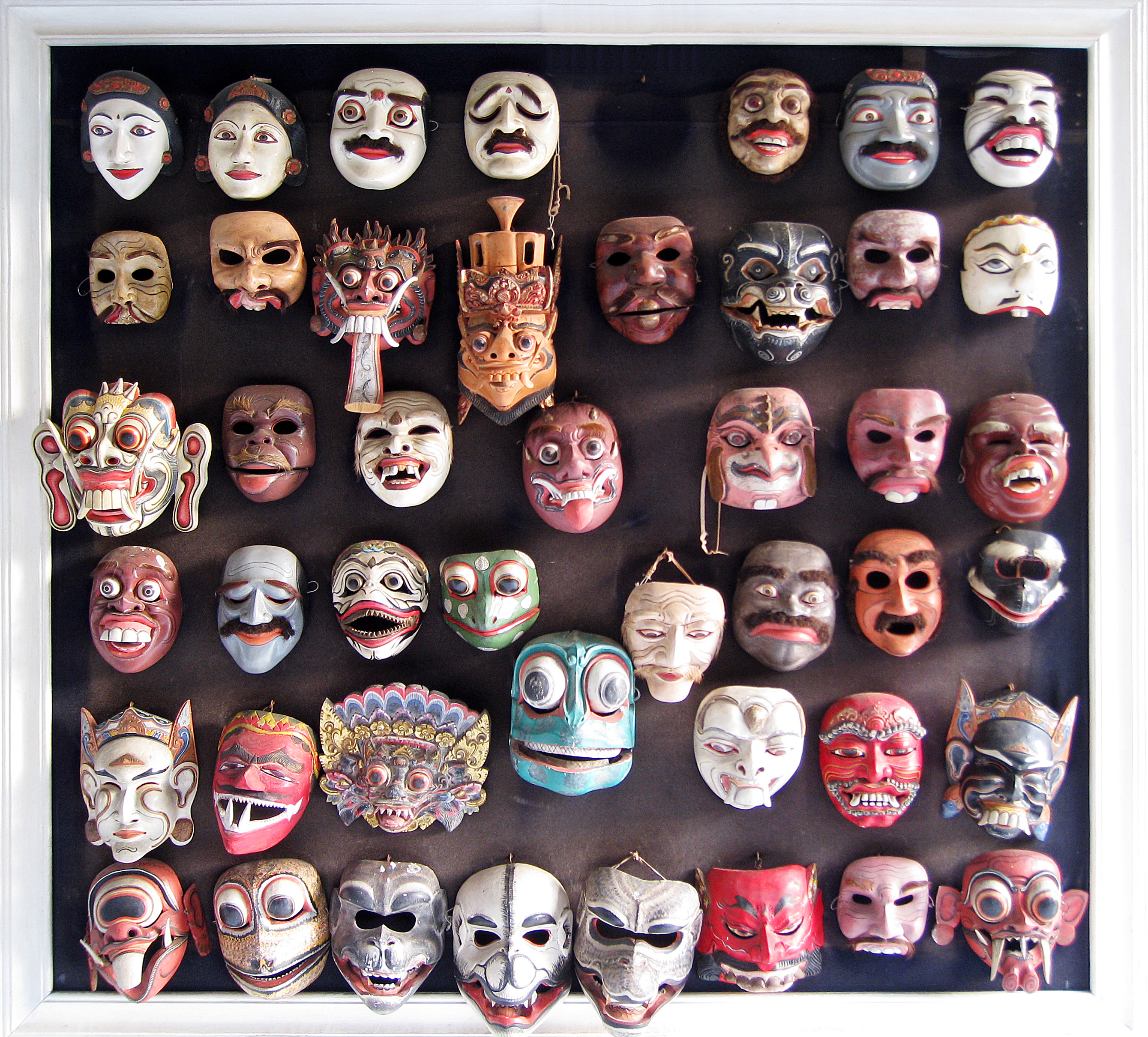
Masques de danse Topeng

En Indonésie, la danse Topeng est une forme de danse exécutée avec un masque. Le mot topeng signifie masque dans différentes langues d'Indonésie. L'origine de l'utilisation du masque reste assez mystérieuse. On pense qu'elle est liée au culte des Ancêtres qui faisaient des danseurs les interprètes des dieux. 

## Bali
A Bali, la danse Topeng est un théâtre dansé, née vraisemblablement au XVIIe siècle.
Dans la danse Topeng Padjegan, l'acteur exécute seul  une danse rituelle, utilisant alternativement tous les masques. Il conclut toujours avec le masque de Dalem Sidhakarya dont l'étymologie la plus fréquemment retenue est « celui qui termine le travail ». 

### Danse et pantomime

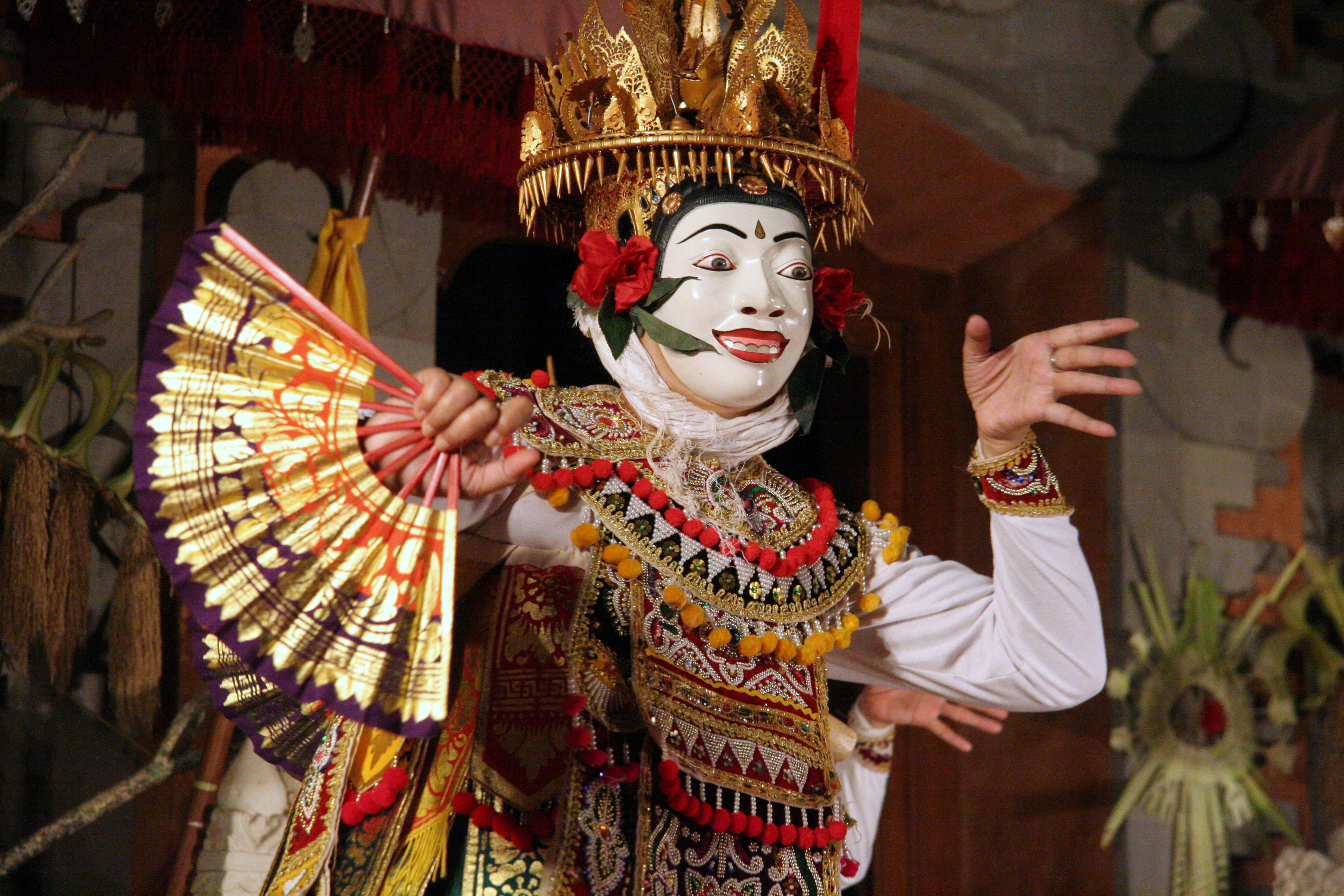
Spectacle de danse Topeng à Ubud (2007)

A Bali, la danse Topeng est un mélange de danse pure et de pantomime. Y sont utilisés les masques entiers, recouvrant entièrement le visage et les demi-masques qui permettent aux acteurs de parler. Les sujets sont pris dans les babad, les chroniques balinaises. La danse Topeng s'ouvre par une suite de danses masquées avec un ou deux personnages. C'est dans cette introduction que les danseurs montrent leur virtuosité. Le premier personnage ou Topeng Kras au caractère martial violent et autoritaire. Il incarne le pouvoir. Le deuxième personnage est le Topeng Tua, caractère de la vieillesse et de la piété. Il représente l'idéal ascétique l'accès au divin auquel prélude le cycle final de la vie.
La pièce commence avec l'entrée des Penasar, personnages fondamentaux du Théâtre balinais qui font office de récitants-bouffons. Le premier Penasar appelé Punta est suivi de son frère cadet Wijil. Ces deux personnages contrastés jouent constamment en opposition. 
Ces deux Penasar, sont hiérarchiquement inférieurs aux personnages nobles de l'épopée mise en scène, et ils n'en sont que les serviteurs, mais ils introduisent les héros, racontent l'histoire, commentent les situations, proposent des interprétations et rappellent au public les lois religieuses de la société balinaise. 
Les deux Penasar introduisent Dalem, le souverain. 
Son masque est blanc d'une beauté mystérieuse, on voit qu'il est de descendance divine. Sa danse d'une grâce d'androgyne définit l'union entre les deux pôles : le masculin et le féminin, le ciel et la terre. 
La représentation se poursuit par une parade de masques comiques, les Bondres, divers personnages où peuvent s'exprimer à la fois les facultés d'invention de l'acteur et celles du facteur de masques. Ce sont en général des caricatures de gens du peuple qui amusent le public par leur infirmité physiques et mentale, et leurs plaisanteries souvent grivoises. 
La danse Topeng montre l'alternative permanente entre le sacré et le profane, la beauté et la laideur, le raffinement le plus subtil et les caricatures absurdes de la vie quotidienne. L'épisode final met en présence les deux héros en conflit, rencontre de deux chefs aux traditions opposées, lutte entre le pouvoir polissé des souverains javanisés et la puissance des anciens pouvoirs locaux aboutissant à la disparition de ceux-ci. Selon le cérémonial propre à la danse Topeng pajegan, le spectacle se termine par l'apparition de Dalem Sidhakarya personnage de magicien souverain qui accomplit les rites finaux.

## Java
Il existe de nombreux styles de danse Topeng à Java.

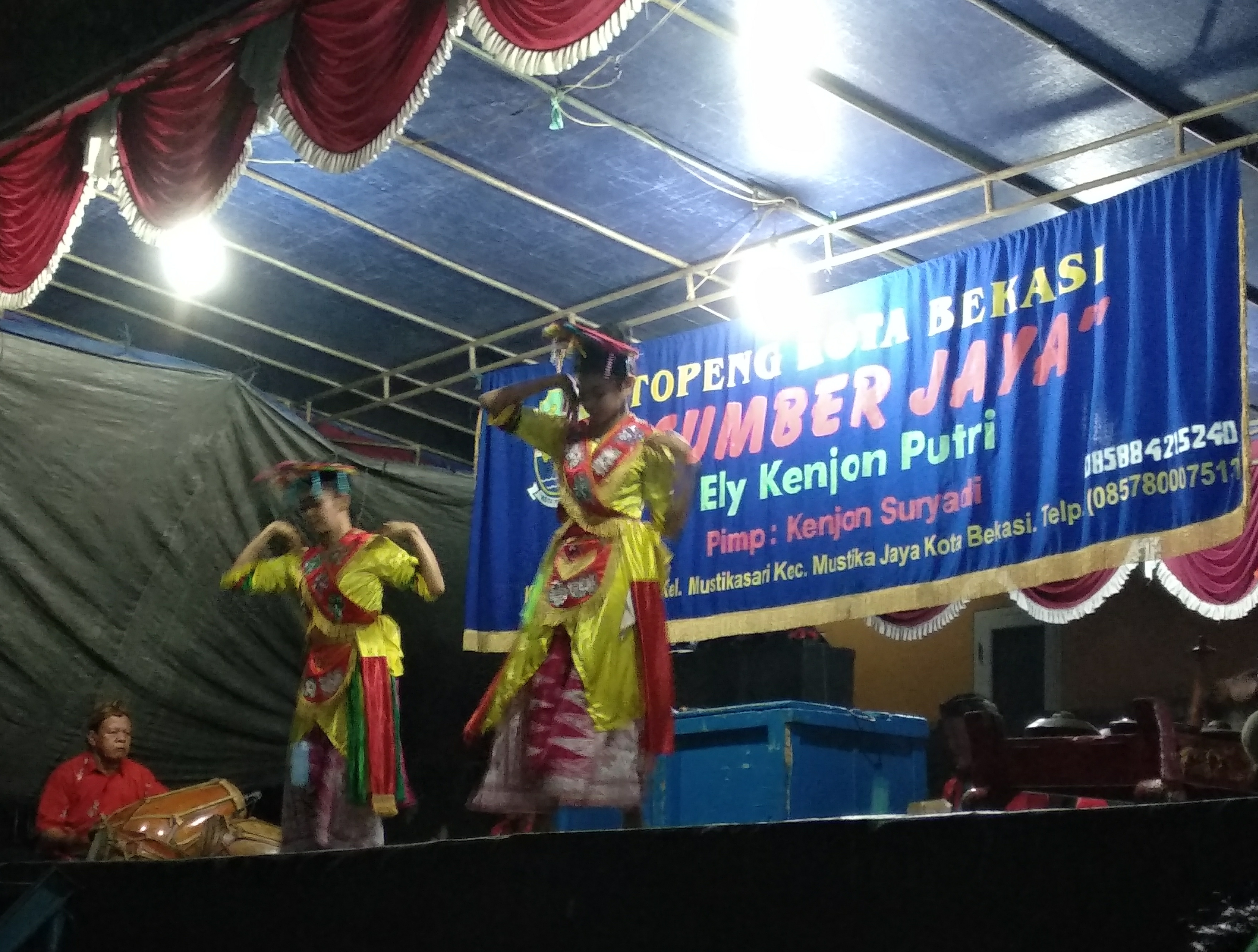
Topeng Betawi (en) de Jakarta
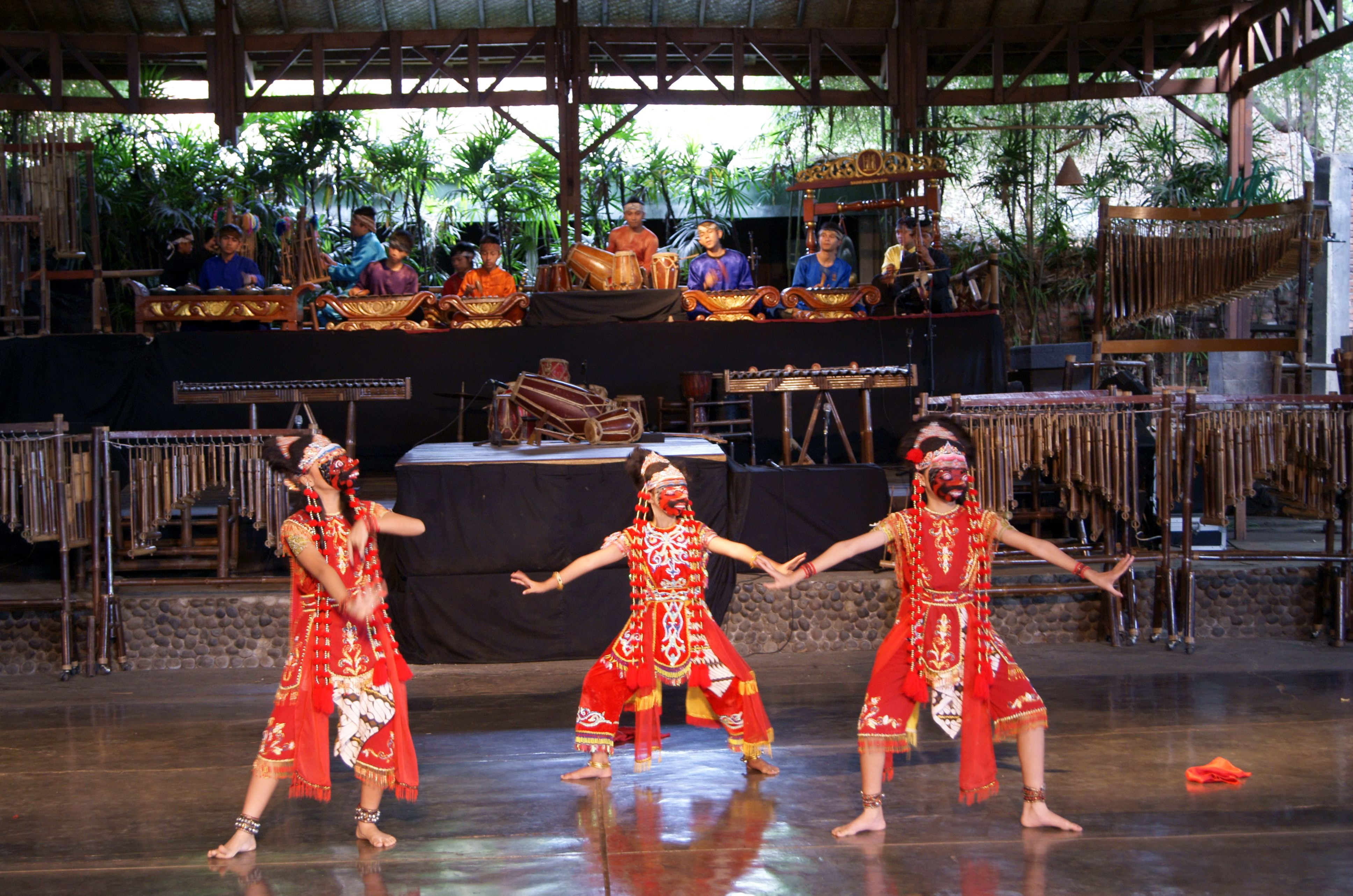
Topeng Kandaga, une forme de danse Topeng sundanaise de Java occidental
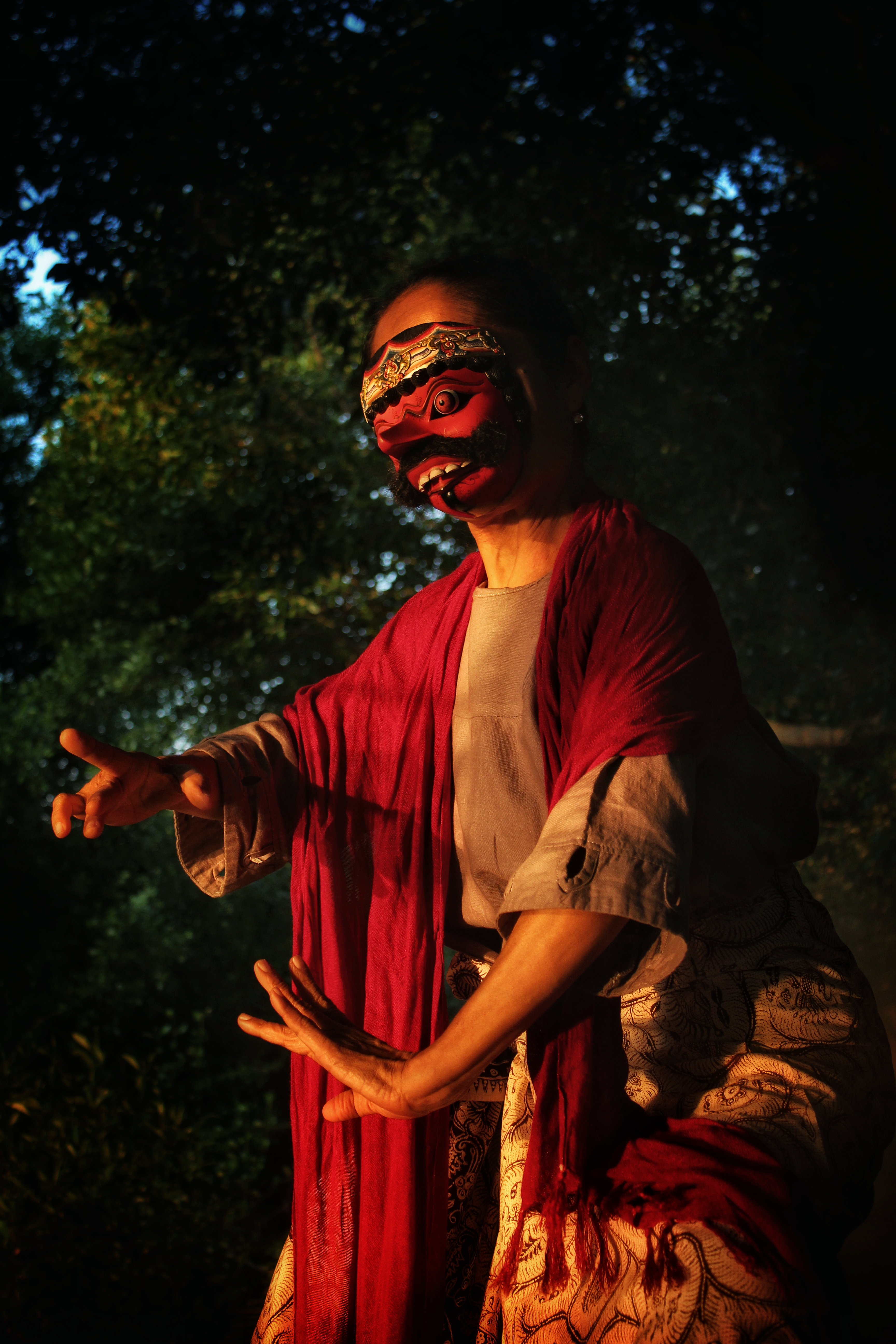
Danse Topeng d'Indramayu à Java occidental
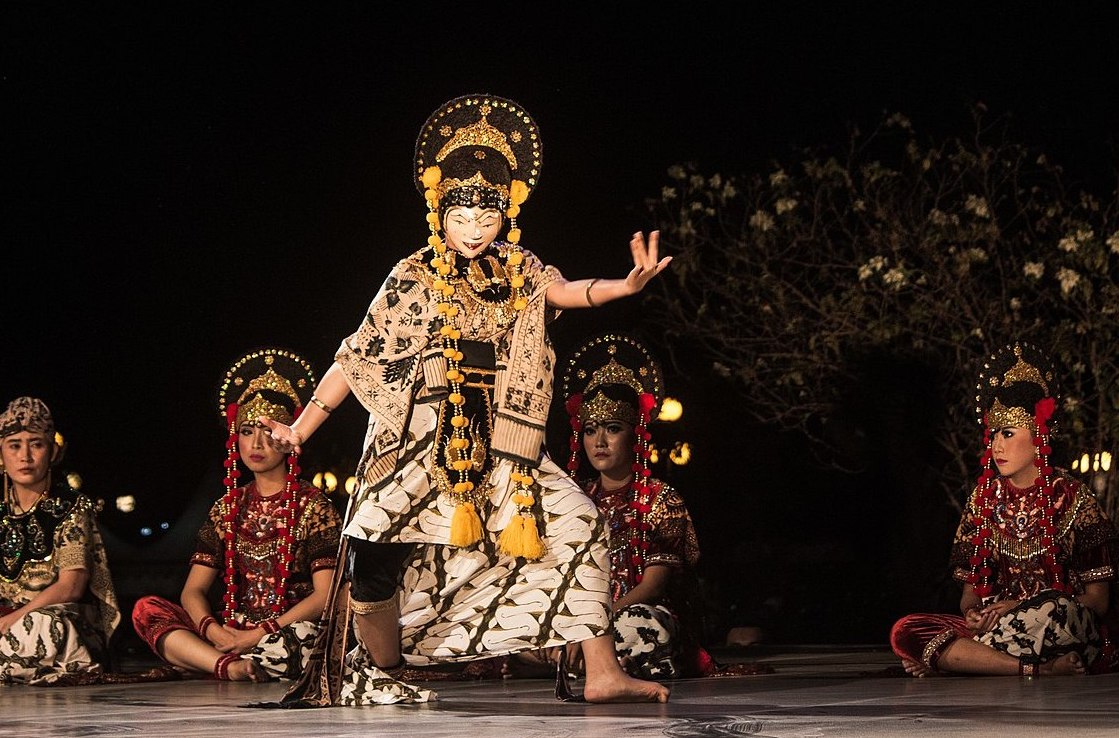
Le Topeng Losari, une danse de Cirebon créée au XVIIe siècle
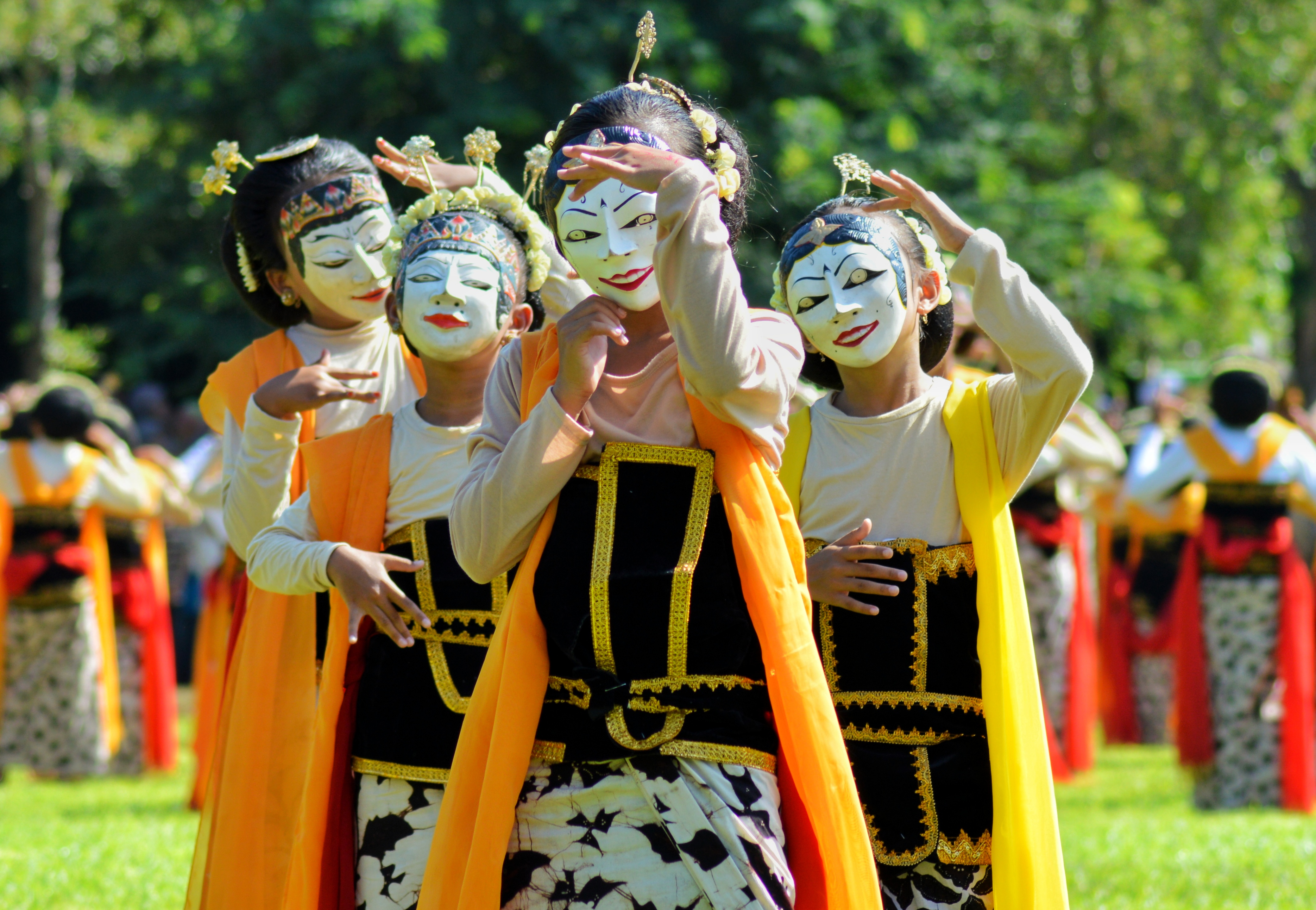
Topeng Endel (id) de Tegal dans le Java central
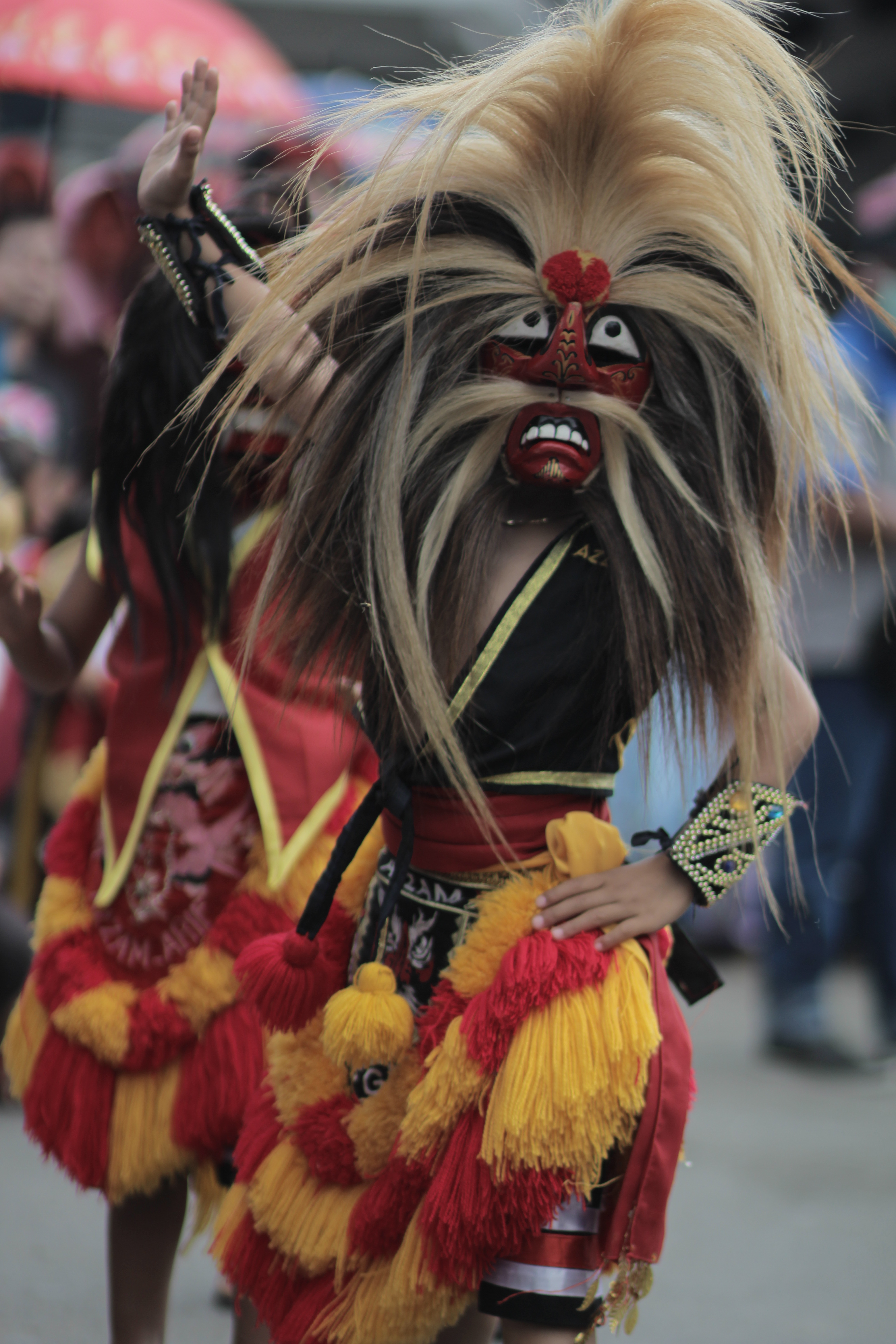
Topeng Ganongan (id), un style de Ponorogo dans le Java oriental
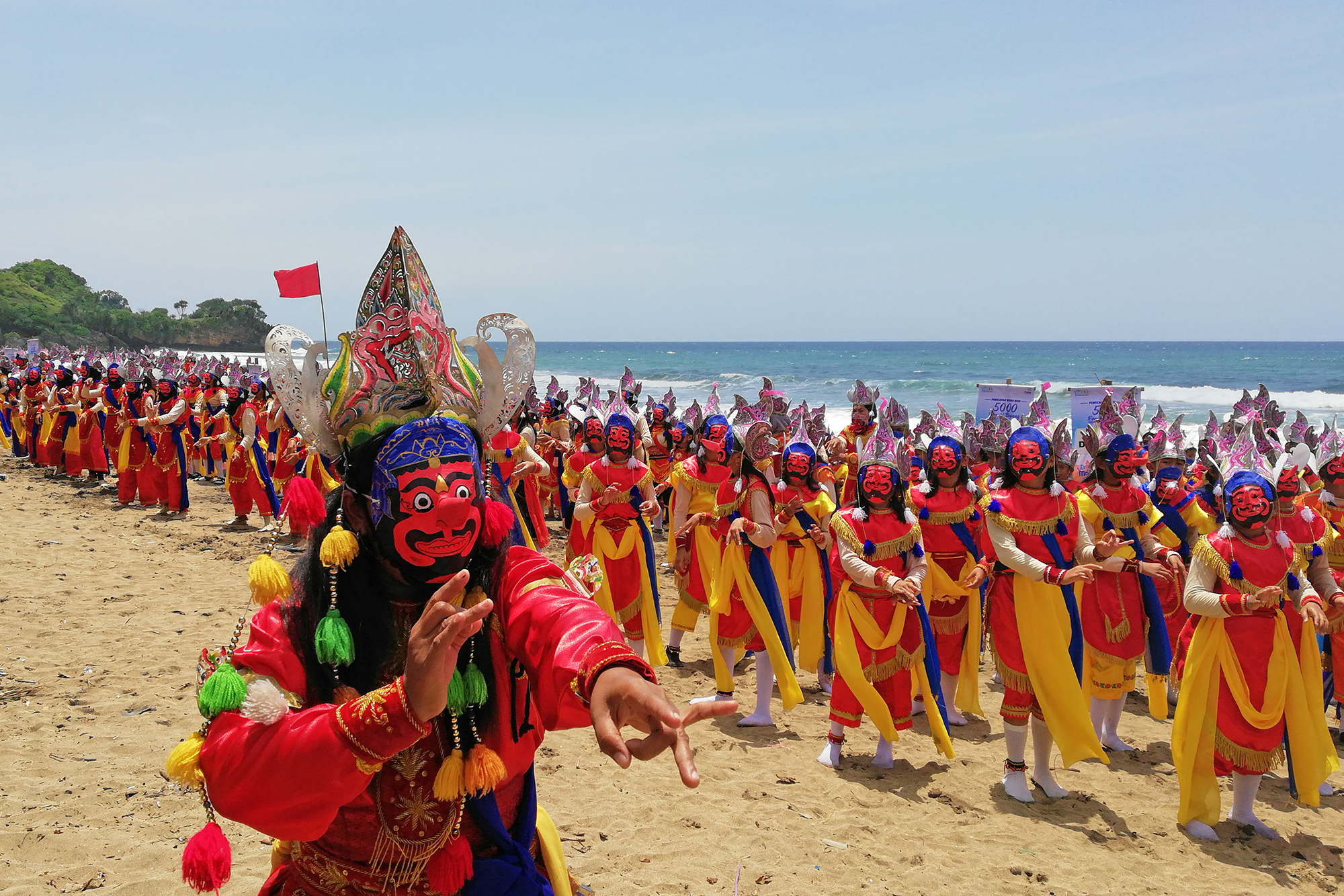
Topeng Bapang, un style de Malang à Java oriental
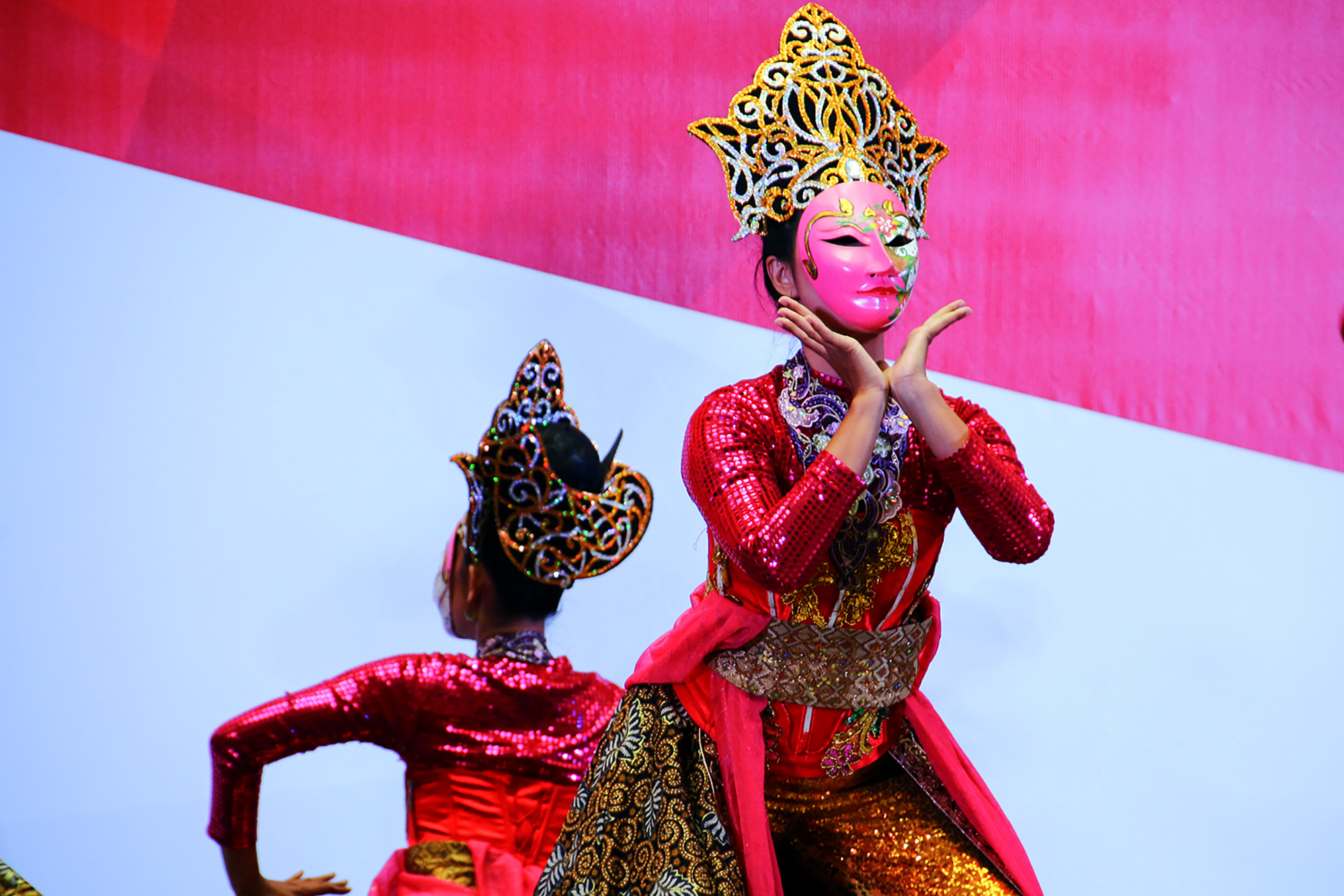
Un Topeng moderne
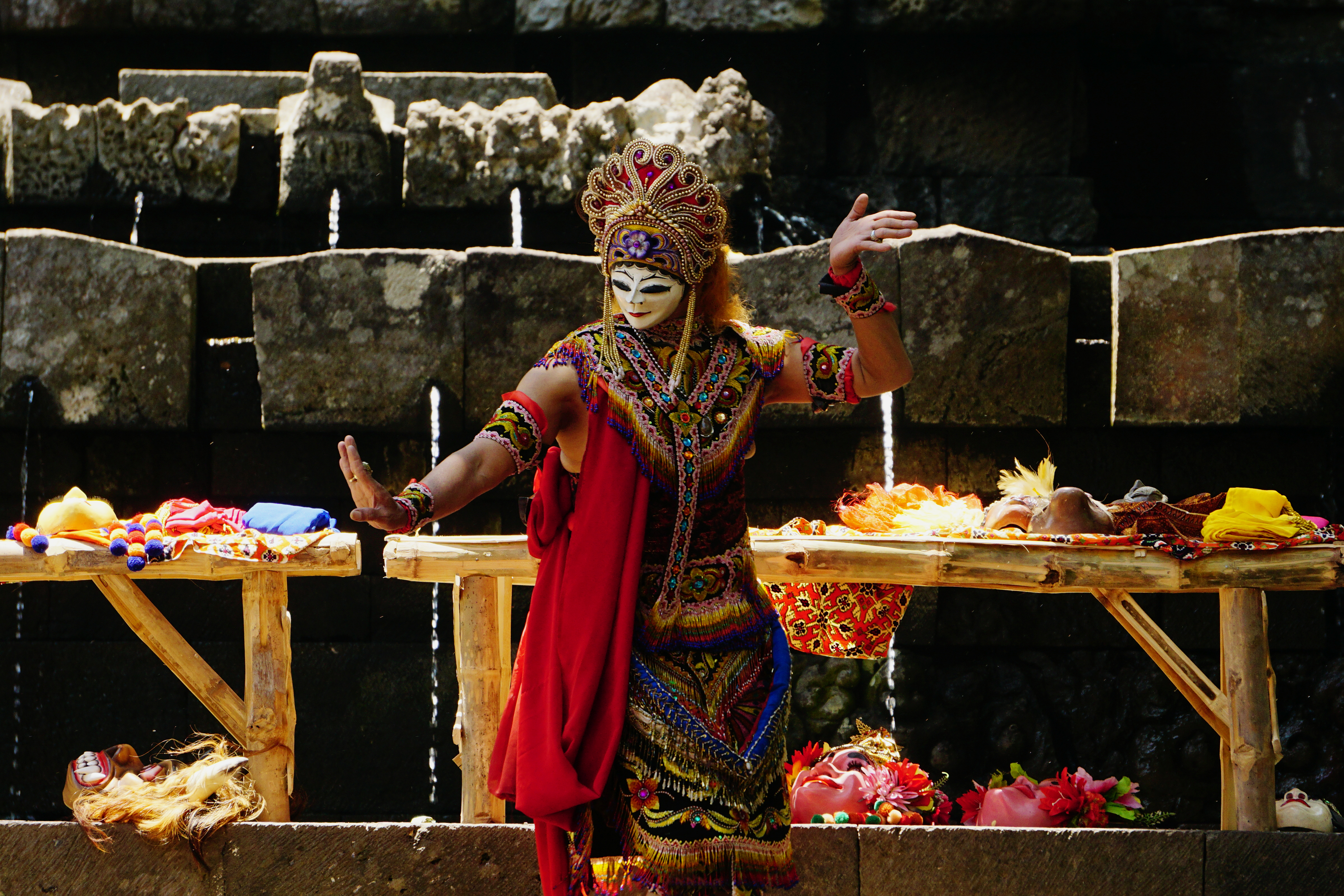
Dans topeng malanga (id), au Java oriental, à partir des histoires du cycle de Panji. Septembre 2018.
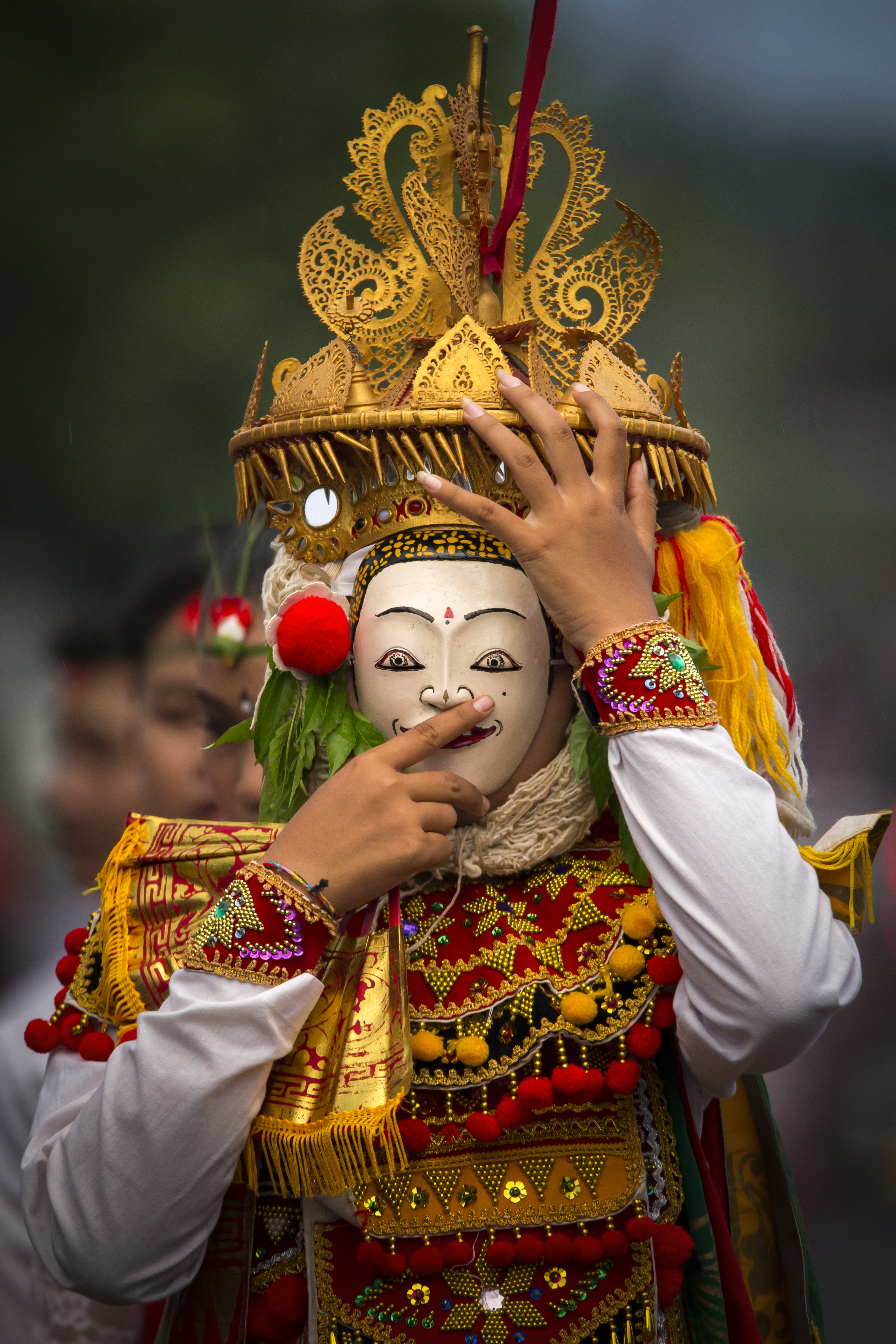
Danse Telek, forme de danse Topeng pratiquée depuis 1935 dans le village de Jumpai (id) à Bali. Avril 2019.